# Občina Domžale
Občina Domžale je jednou z 212 občin ve Slovinsku. Nachází se v Středoslovinském regionu na území historického Kraňska. Občinu tvoří 51 sídel, její rozloha je 72,3 km² a k 1. lednu 2017 zde žilo 35 513 obyvatel. Správním střediskem občiny je město Domžale.

## Geografie
Převážná část občiny leží v nížině, nejvyšším bodem je Veliki vrh (642 m n. m.). Územím protékají řeky Kamniška Bistrica, Pšata a Rača. Střed občiny je vzdálen od centra Lublaně zhruba 12 km. Občinou prochází od jihu směrem na severovýchod dálnice A1, která vede od přístavu Koper až k rakouským hranicím.

## Pamětihodnosti
- hrad Krumperk
- Partyzánská nemocnice Triglav
- zřícenina Stari grad
- zřícenina Kolovški grad

## Členění občiny
Občinu tvoří tato sídla: Bišče, Brdo, Brezje pri Dobu, Brezovica pri Dobu, Češenik, Depala vas, Dob, Dobovlje, Dolenje, Domžale, Dragomelj, Goričica pri Ihanu, Gorjuša, Groblje, Homec, Hudo, Ihan, Jasen, Kokošnje, Količevo, Kolovec , Krtina, Laze pri Domžalah, Mala Loka, Nožice, Podrečje, Prelog, Preserje pri Radomljah, Pšata, Rača, Račni Vrh, Radomlje, Rodica, Rova, Selo pri Ihanu, Spodnje Jarše, Srednje Jarše, Studenec pri Krtini, Sveta Trojica, Šentpavel pri Domžalah, Škocjan, Škrjančevo, Turnše, Vir, Zaboršt, Zagorica pri Rovah, Zalog pod Sveto Trojico, Zgornje Jarše, Žeje, Želodnik, Žiče.

## Sousední občiny
| Růžice kompasu |              | Kamnik            | Lukovica | Růžice kompasu |
| Růžice kompasu | Trzin Mengeš | Sever             | Moravče  | Růžice kompasu |
| Růžice kompasu | Trzin Mengeš | Občina Domžale    | Moravče  | Růžice kompasu |
| Růžice kompasu | Trzin Mengeš | Jih               | Moravče  | Růžice kompasu |
| Růžice kompasu | Lublaň       | Dol pri Ljubljani |          | Růžice kompasu |